# داء هنتنغتون
داء هنتنغتون هو مرض عقلي وراثي يشابه تدهور مرحلي للحالة العقلية، بسبب موت خلايا في المخ. هو مرض تنكسي مترقٍ يُسبب تلف خلايا عصبية معينة في الدماغ، ونتيجة لذلك تظهر حركات لا إرادية واضطرابات عاطفية وتدهور في الحالة العقلية.
يصاب مريض داء هنتنغتون بالخرف، وفقد الذاكرة. تختلف نسبة حدوث المرض من منطقة لأخرى، لكن الإحصائيات في الغرب وحده، تقدر إصابة 5-8 أشخاص لكل 100 ألف شخص. الأعراض الظاهرة للمرض، تتسم بخلل حركي لا إرادي. وصف المرض لأول مرة 1872 على يد الطبيب النيويوركي جورج هانتينغتون ومن هنا اكتسب المرض هذا الاسم، فيدعى أحيانا بمرض هنتنغتون أو تناذر هنتنغتون. يبدأ الداء بشكل تدريجي بحركات تشنجية يصحبها تغيرات عقلية كفقدان الذاكرة واضطراب الشخصية وأيضا حركات سريعة مفاجأة في الجسم لذا وصف بالرقاص. وهو داء وراثي إلى حد كبير لم يتم اكتشاف أي علاج له، ويستطيع الأطباء إعطاء عمر متوقع للمريض عند تشخيصه بالحالة.

## أسباب وراثية
ينتقل المرض بمؤثرات وراثية، مع ولوج كامل، إذ أنه يكفي الاليل (Allele) واحد للجين المصاب، لظهور المرض بالحامل، بمعنى آخر المرض، دائما ما يظهر لدى الشخص الحامل للجين المصاب. داء هنتنغتون يعتبر المرض الوحيد المعروف المحدد، الذي لا يوجد فرق بين حامل نسخة واحدة مصابة وبين حامل نسختين مصابتين، فالجين المصاب موجود على الكروموسوم 4، ويقوم بترميز بروتين باسم هنتنغتون.وهو بروتين بوزن 350 وحدة كتل ذرية وهو فعال في سيتو بلأزمات الخلية العصبية في المخ. وهو عيب يسبب تجمع بروتين زائد في المخ وهي زيادة تؤدي لموت الخلية في المخ. وهو عيب يظهر خلاله رجوع ثلاثة نيوكليوتايد (CAG) مرة تلو الأخرى فتكون النتيجة إنتاج حامض أمينو جلوتامين. وفي حال وجود أكثر من 40 رجوع يظهر المرض وتكون أعراضه صعبة، وظهوره يكون في سن مبكرة أكثر بمرور الأجيال.

## الأعراض
تظهر أعراض المرض بصورة عامة في أواسط العقد الرابع أي 35 فما فوق ولكنها يمكن أن تبدأ في أي سن من الطفولة حتى الشيخوخة. في المراحل المبكرة هناك بعض التغييرات الطفيفة في الشخصية، الإدراك والمهارات الجسدية. الأعراض الجسدية تلاحظ أولاً بما أن الأعراض النفسية والإدراكية هي غير قوية لدرجة أن تلاحظ في المراحل الابتدائية.
الأعراض الجسدية الأولية الأكثر وضوحاً هي الحركات التشنجية العشوائية التي تعرف بمرض عصبي الرقاص فتطرأ تغييرات عقلية مثل عصبية زائدة، تشنج، اكتئاب أو حركات لا ارادية للوجه والجسم ومن الجدير ذكره هنا أن حوالي 10% من المرضى التي لديهم رجعات كافية تظهر لديهم علامات المرض في سن مبكرة أكثر قبل سن 20 إذ تظهر الأعراض على هيئة تصلب عضلات. يتقدم المرض ببطء ولكن دون توقف ويقدر معدل الحياة بعد ظهور الأعراض الأولية 15 -20 عامًا ومع الوقت يستفحل المرض وتشتد أعراضه سيما الحركات اللا إرادية التي تنتشر من الوجه والأصابع إلى بقية الجسم ويتجلى الخرف ومشاكل الذاكرة وصعوبة الكلام تشتد وتتفاقم حالة الأكتئاب في النهاية يصل المريض لمرحلة يكون فيها ملتزم الفراش وغير قادر على الحركة وفي هذه المرحلة يحدث الموت ليس لنتيجة العيب الجيني الذي سبب ظهور المرض بل نتيجة الاختناق أو قصور القلب أو الالتهاب الرئوي الحاد الخ.
يمكن أن تتنوع أعراض وعلامات داء هنتينغتون بشكل واضح من شخص لآخر، ويتطور داء هنتينغتون ببطء عادةً، وتتعلق شدة الأعراض والعلامات بدرجة تلف الخلية العصبية. تحدث الوفاة بهذا المرض عادةً بعد حوالي 10 – 30 سنة من ظهور الأعراض، وقد يكون تطوّر المرض أسرع لدى الناس الأصغر سناً.

## الوصف
داء هنتينغتون مرض وراثي، تظهر أعراضه وعلاماته عادةً في منتصف العمر، وعادةً ما تكون وطأة المرض أشد وتطوّر الأعراض أسرع إذا أصاب الأعمار الأصغر سناً، ونادراً ما يُصاب الأطفال بداء هنتينغتون.
تتوفر الأدوية للمساعدة في تدبير أعراض وعلامات داء هنتينغتون، ولكن العلاج لا يمنع التدهور العقلي والجسدي المرافق لهذه الحالة.

### تتضمن الأعراض والعلامات الباكرة لداء هنتينغتون
- تغيرات شخصية، مثل الاهتياج أو الغضب أو الاكتئاب أو فقدان الاهتمام.
- نقص القدرات المعرفية، مثل صعوبة اتخاذ القرارات أو تعلم معارف جديدة أو الإجابة على الأسئلة وتذكر المعلومات الهامة.
- مشاكل بسيطة في التوازن.
- حركات خرقاء.
- حركات وجهية لا إرادية، مثل التكشير.

### تتضمن الأعراض والعلامات اللاحقة لداء هنتينغتون
- حركات لا إرادية تشنجية مفاجئة في الجسم (رقص).
- مشاكل خطيرة في التوازن والتنسيق.
- حركات عين سريعة ومتشنجة.
- كلام بطيء أو متردد أو متلعثم.
- مشاكل البلع.
- عته.

### أعراض وعلامات داء هنتينغتون لدى الشباب التي تشابه أعراض وعلامات داء باركنسون
- صلابة عضلية.
- رعاش.
- حركات بطيئة.

يمكن أن تحدث النوبات أيضاً لدى المرضى الذين ظهرت عندهم أعراض باكرة لداء هنتينغتون.
يجب استشارة الطبيب عند ملاحظة تغيّرات في الحركة أو السيطرة العاطفية أو القدرة العقلية، ويمكن أن تكون هذه الأعراض والعلامات نتيجة حالات عديدة لذا ليس من الضرورة أن تشير لداء هنتينغتون.
يمكن مناقشة الطبيب في حال وجود قصة عائلية لداء هنتينغتون حول اختبار المورثات الذي يستطيع تحديد وجود أو عدم وجود المورثة المُصابة. إنَّ قرار إجراء الفحص الجيني هو قرار شخصي، إذ أنَّ عدم معرفة البعض بوجود المورثة المعيبة لديهم يوترهم ويشتتهم، وبالمقابل فإنَّ البعض الآخر يرهق من معرفة أن الحالة سوف تتطوّر لديهم، في حال الشك فيما إذا كان الاختبار مناسباً للشخص يمكن عندها استشارة الخبير الوراثي الذي قد يساعد في تفسير نتائج الاختبار السلبية أو الإيجابية ويساعد خلال إجراء الاختبار وفيما بعد لمعرفة منافع ومضار الاختبار.

## الأسباب
- إن داء هنتينغتون هو مرض وراثي ينتج عن مورثة شاذة واحدة. يشير الأطباء للمرض كاضطراب صبغي جسمي سائد لأن نسخة واحدة من المورثة المعيبة تورث من أحد الأبوين، تكفي لتُسبب المرض، إذا كان لدى أحد الأبوين مورثة معيبة مفردة فإن نسبة النسل المصاب هي 50 %، بما أن الأعراض والعلامات عادةً لا تظهر حتى منتصف العمر، فإنَّ بعض الآباء قد لا يعرفون بأنهم يحملون المورثة حتى بعد إنجابهم الأولاد مع احتمال توريثهم لهذه المورثة.
- إذا لم يرث الطفل المورثة المعيبة، فإنه لن يُصاب بداء هنتينغتون ولن يورثه للجيل التالي. في النهاية، سوف يظهر المرض لدى كل شخص يحمل المورثة إذا عاش لفترة طويلة بما فيه الكفاية.
- اكتشفت الباحثون وجود بروتين يُعبر عنه بمورثة داء هنتينغتون المعيبة ويتفاعل مع بروتين آخر ليغير من طريقة تراكم الكولسترول في الدماغ، يعتبر الكولسترول ضرورياً لخلايا الدماغ السليمة وللشبكة الموجودة بين هذه الخلايا، لكن يجب أن يتواجد الكولسترول بكميات مناسبة وفي المكان المناسب، وعندما تتشوش شبكة الخلايا الدماغية، قد تتأثر المهارات الحركية والمعرفية والكلامية. إذا تمكن العلماء من معرفة طريقة لمنع هذا التفاعل بين البروتينات، قد يتمكنون من تطوير معالجة دوائية موجهة.

## المضاعفات
تستمر الأعراض والعلامات بعد ظهور المرض حتى الموت، ورغم أن الأعراض والعلامات تتنوع من شخص لآخر، فإن الوظائف الحيوية كالبلع والأكل والكلام والمشي تتدهور عادةً بمرور الوقت، كما يعتبر الاكتئاب عرضاً شائعاً لدى مرضى داء هنتينغتون، إضافة لخطر الانتحار لدى بعض هؤلاء المرضى، لكن ينجم الموت عموماً عن اختلاطات المرض، كالسقوط أو إنتان مثل ذات الرئة.

## الآلية
يتفاعل بروتين هنتنغتون مع أكثر من 100 بروتين آخر، ويبدو أنه يمتلك وظائفًا بيولوجية متعددة. لا يُفهم تمامًا سلوك البروتين الطافر (المتحوّر)، ولكنه سام بالنسبة لأنواع معينة من الخلايا، خاصة في الدماغ. تكون الأضرار المبكرة أكثر وضوحًا في الجسم المخطط، ولكن مع تقدم المرض، تتأثر مناطق أخرى من الدماغ أيضًا، وتصبح إصابتها أكثر وضوحًا. سبب الأعراض المبكرة هو الأضرار التي أدت إلى اضطراب وظائف الجسم المخطط واتصالاته العصبية مع القشر المخي، أي التحكم بالحركة والمزاج والوظيفة المعرفية العليا. يبدو أن مَثيلة الحمض النووي الريبوزي منقوص الأكسجين (الدنا) تتغير في داء هنتنغتون.

### وظيفة بروتين هنتنغتون
هناك تعبير جيني لبروتين هنتنغتون في جميع الخلايا. توجد أعلى المستويات في المخ والخصيتين، مع وجود كميات معتدلة في الكبد والقلب والرئتين. وظيفة هذا البروتين عند البشر غير واضحة، فهو يتفاعل مع البروتينات التي تشارك في النسخ وتأشير الخلية والنقل داخل الخلايا. عُرف العديد من وظائف بروتين هنتنغتون عند دراسته على الحيوانات المعدلة وراثيًا، إذ يُعتبر هذا البروتين هامًا للنمو الجنيني، ويرتبط غيابه مع موت أجنة الحيوانات. يُعتقد أن الكاسبيز، وهو إنزيم يلعب دورًا في تحفيز موت الخلايا المبرمج، يُحفّزه الجين الطافر في داء هنتنغتون عبر إتلاف نظام الأوبيكويتين بروتياز. يعمل بروتين هنتنغتون أيضًا كعامل مضاد لموت الخلايا المبرمج، فيمنع موت الخلية المبرمج، ويتحكم بإفراز عامل التغذية العصبية المستمد من الدماغ، وهو بروتين يحمي الخلايا العصبية، وينظم تشكّلها في أثناء تخلّق النسيج العصبي. يسهل البروتين أيضًا النقل الحويصلي، والانتقال المشبكي، ويتحكم بنسخ الجينات العصبية. في حالة زيادة التعبير عن بروتين هنتنغتون وإنتاج المزيد منه، سيتحسن بقاء خلايا المخ وتنقص تأثيرات بروتين هنتنغتون الطافر، بينما عندما ينقص التعبير عن بروتين هنتنغتون الطبيعي، تكون الخصائص الناتجة أكثر نموذجية من تلك الناتجة عن زيادة وجود البروتين الطافر. من المعتقد أن هذا المرض لا ينتج عن نقص بروتين هنتنغتون الطبيعي، بل عن زيادة بروتين هنتنغتون الطافر ذي الوظيفة السمية على خلايا الجسم.

### التغيرات الخلوية
هناك العديد من التغييرات الخلوية التي يمكن أن تظهر من خلالها الوظيفة السامة لبروتين هنتنغتون الطافر وتؤدي لظهور باثولوجيا داء هنتنغتون. في شكله الطافر (أيّ البروتين الذي تتمدد فيه سلسلة عديد الغلوتامين)، يكون البروتين أكثر عرضة للانقسام الذي يخلق شظايا بروتينية أقصر تحتوي على عديدات الغلوتامين. تمتلك شظايا البروتين هذه ميلًا لتطوّي البروتين وتكدّسه، ما ينتج عنه تكدّسات ليفية ترتبط فيها حبال عديد الغلوتامين غير الأصلي الناتجة عن عدة بروتينات بروابط هيدروجينية. تشترك هذه التكدسات بنفس بنية الأميلوئيد بيتا الهجين المشاهد في أمراض ترسّب البروتينات الأخرى. بمرور الوقت، تتراكم هذه التكدّسات لتشكل أجسامًا مشتملة داخل الخلايا، لتتداخل في النهاية مع وظيفة الخلايا العصبية. يكون تأثير الأجسام المشتملة تأثيرًا غير مباشر. عُثر على الأجسام المشتملة في كل من نواة الخلية والسيتوبلازما. يُعد وجود الأجسام المشتملة داخل الخلايا العصبية أحد أول التغيرات المرضية، ووجدت بعض التجارب أنه قد يكون لها تأثير سام على الخلايا، ولكن أظهرت تجارب أخرى أنها قد تشكل جزءًا من آلية دفاع الجسم، والمساعدة على حماية الخلايا.
حُدّد العديد من المسارات التي قد يسبب فيها بروتين هنتنغتون الطافر موت الخلية، وتشمل: التأثيرات على بروتينات شابيرون، التي تساعد على طيّ البروتينات وإزالة البروتينات التي طويت بطريقة خاطئة، والتفاعلات مع إنزيم كاسبيز الذي يلعب دورًا في عملية الموت الخلوي المبرمج، والآثار السامة للغلوتامين على الخلايا العصبية، وضعف إنتاج الطاقة داخل الخلايا، والآثار على عملية التعبير عن الجينات.
تقترح نظرية إضافية تفسر طريقة أخرى لتعطل وظيفة الخلية عند الإصابة بداء هنتنغتون أن الأضرار التي لحقت بالمتقدرات في خلايا الجسم المخطط لها أهمية مركزية (بيّن العديد من التقارير وجود نقص في معدل الاستقلاب في المتقدرات). لوحظ أن بروتين هنتنغتون الطافر يلعب دورًا مهمًا في الخلل الوظيفي الموجود في المتقدرات. يمكن أن يؤدي اختلال نقل الإلكترون بالمتقدرات إلى ارتفاع مستويات الإجهاد التأكسدي، وإطلاق أنواع الأكسجين التفاعلية الموجودة داخلها.
تؤدي تفاعلات بروتين هنتنغتون المعدل مع العديد من البروتينات في الخلايا العصبية إلى زيادة تعرّضية الغلوتامين، والذي وُجد أنه بكميات كبيرة منه يكون محفّزًا زائدًا. قد تسبب المحفزات الزائدة أضرارًا في العديد من الهياكل الخلوية. على الرغم من عدم العثور على الغلوتامين بكميات كبيرة بشكل مفرط، فقد افتُرض أنه بسبب زيادة التعرضية، فحتى الكميات الطبيعية من الغلوتامين قد تتسبب في حدوث تحفيز زائد.

## وبائيات المرض
يعني ظهور المرض في وقت متأخر أنه لا يؤثر عادة على التكاثر. الانتشار العالمي من لداء هنتنغتون هو 5-10 حالات لكل 100.000 شخص، ولكنه يختلف جغرافيًا بشكل كبير نتيجة العرق والهجرة المحلية وأنماط الهجرة السابقة. تتماثل نسبة انتشار بالنسبة للرجل والمرأة، وترتفع نسبة حدوثه بين الشعوب ذوات الأصل الأوروبي الغربي، بمعدل حوالي 7 لكل 100.000 شخص، وهي أقل في بقية العالم؛ فعلى سبيل المثال، تصل النسبة واحد لكل مليون شخص من أصل آسيوي وإفريقي. وجدت دراسة وبائية عام 2013 عن انتشار داء هنتنغتون في المملكة المتحدة بين عامي 1990 و2010 أن معدل الانتشار في المملكة المتحدة كان 12.3 لكل 100,000. بالإضافة إلى ذلك، فإن بعض المناطق المحلية لديها انتشار أعلى بكثير من متوسطها الإقليمي. واحدة من أعلى حالات الإصابة هي في المناطق المعزولة من منطقة بحيرة ماراكايبو ي فنزويلا، حيث أصاب داء هنتنغتون 700 شخص لكل 100,000 شخص. تم العثور على مناطق أخرى عالية الانتشار بالنسبة للمرض في تاسمانيا ومناطق محددة من اسكتلندا، وويلز والسويد. ترتفع نسبة الانتشار في بعض الحالات نتيجةً لتأثير المؤسس، وهي هجرة تاريخية لشركات الطيران إلى منطقة العزل الجغرافي. وقد تم تتبع بعض هذه الناقلات مئات السنين باستخدام دراسات علم الأنساب. يمكن أن يُعطي النمط الفرداني الوراثي أيضًا دلائل على الاختلافات الجغرافية للانتشار. فعل سبيل المثال، تتمتع أيسلندا على العكس من ذلك بنسبة انتشار منخفضة إلى حد ما من 1 لكل 100000، على الرغم من حقيقة أن الأيسلنديين كشعب ينحدرون من القبائل الجرمانية المبكرة من الدول الاسكندنافية مثل السويديين؛ حيث تعود جميع الحالات باستثناء واحدة إلى ما يقرب من قرنين إلى نسل زوجين عاشا في أوائل القرن التاسع عشر. تتمتع فنلندا أيضًا بنسبة منخفضة تصل إلى 2.2 فقط لكل 100,000 شخص.
وحتى تم اكتشاف الاختبار الجيني، شملت الإحصائيات التشخيص السريري المستند على أساس الأعراض الجسدية وتاريخ العائلة لداء هنتنغتون، باستثناء أولئك الذين ماتوا لأسباب أخرى قبل التشخيص. يمكن الآن إدراج هذه الحالات في الإحصاءات؛ وعندما يصبح الاختبار متاحًا على نطاق أوسع، فمن المرجح أن تزداد تقديرات انتشار المرض وحدوثه.

## العلاج
لا يوجد علاج مرضٍ لإيقاف أو عكس داء هنتينغتون، لكن يمكن لبعض المقاربات السيطرة على الأعراض والعلامات، لكن داء هنتينغتون يُسبب في النهاية العجز العقلي والفيزيائي، وقد يصبح المريض بحاجةٍ لعناية تمريضية منزلية مع تطوّر المرض.

### الأدوية
- تيترابينازين هو الدواء الأول المُصدق من قبل هيئة الدواء والغذاء لعلاج الأعراض والعلامات الخاصة بداء هنتينغتون.

يُساعد هذا الدواء في إنقاص الحركات التشنجية اللاإرادية لداء هنتينغتون بزيادة كمية الدوبامين في الدماغ، وتتضمن التأثيرات الجانبية المُحتملة الأرق والنعاس والغثيان وعدم الارتياح، ولا ينصح باستعمال هذا الدواء لدى المكتئبين وخاصة ذوي الأفكار الانتحارية.
- قد تُساعد المهدئات مثل كلونازيبام ومضادات الذهان مثل هالوبيريدول وكلوزابين في السيطرة على الحركات والثورات العنيفة والهلوسات. إن هذه الأدوية مساعدة لكنها تسبب التخدير، وفي بعض الحالات، يمكنها أن تسبب تيبساً إضافياً وصلابة.
- قد تُساعد أدوية متنوعة تشمل فلوكسيتين وسيرترالين ونورتريبتيلين في السيطرة على الاكتئاب وحالات الوسواس القهري التي تحدث عند بعض مرضى داء هنتينغتون، كما قد تُساعد أدوية مثل ليثيوم في السيطرة على تقلب المزاج والانفعالات الشديدة.

يمكن أن تتضمن التأثيرات الجانبية للعديد من الأدوية التي تعالج أعراض داء هنتينغتون فرط الاستثارة والتعب وعدم الارتياح.

### المعالجة الكلامية
قد يؤثر داء هنتينغتون على الكلام والقدرة على التعبير عن الأفكار المعقدة، وقد تُساعد المعالجة الكلامية، ويجب تذكير أصدقاء المريض وعائلته ومن يعتني به بأن عدم قدرة المريض على الكلام لا تعني بالضرورة أنه لا يفهم ما الذي يحدث حوله، إذ يجب عليهم الاستمرار بالتحدث للمريض وإبقاء المحيط طبيعياً قدر الإمكان.

### العلاج الفيزيائي والوظيفي
يُساعد العلاج الفيزيائي في الحفاظ على العضلات أقوى وأكثر مرونة، مما يساعد في الحفاظ على التوازن ويقلل من خطورة السقوط، كما قد يُساعد العلاج الوظيفي المريض بجعل منزله أكثر أمناً وإعطائه الإستراتيجيات المناسبة لمواجهة مشاكل الذاكرة والتركيز، ولاحقاً في سياق تطوّر المرض يمكن أن يُساعد العلاج الوظيفي المريض في تحديات الأكل وارتداء الملابس والنظافة.

### العلاجات التجريبية والأبحاث الحديثة
- يحاول العلماء العمل على اكتشاف علاجات جديدة لإبطاء مسار داء هنتينغتون.
- إن أحد مجالات الأبحاث هو مشاركة أنواع معينة من أدوية السرطان والإيدز، حيث أضعفت هذه المشاركة تطور داء هنتينغتون لدى ذبابة الفاكهة.
- إن العلاج بالخلايا الجذعية هو سبيل آخر للبحث، حيث يمكن للخلايا الجذعية المزروعة في الدماغ أن تُساعد في إنقاص بعض الضرر الحاصل للعصبونات في الدماغ.
- أظهرت الدراسات الحيوانية نتائج واعدة، لكن يجب إجراء أبحاث بشكل أكثر.
- في تشرين 1 عام 2008، بدأت الأبحاث بإجراء التجارب السريرية العشوائية على دواء جديد يدعى ACR16، حيث يقوم هذا الدواء بتثبيت مستويات الدوبامين، التي يمكن أن تحسن الوظائف الحركية والمعرفية والنفسية لدى المرضى.